# William Wadsworth (Offizier)
William Wadsworth war ein Offizier der New York State Militia vor und während des Britisch-Amerikanischen Krieges von 1812. 
Als Brigadegeneral war er Befehlshaber der New Yorker Miliz unter dem Kommando der US-Army in der Schlacht von Queenston Heights. Er verzichtete darauf, die Befehlsgewalt über den Oberbefehlshaber der Armee Winfield Scott zu übernehmen. Am Ende der Schlacht geriet Wadsworth zusammen mit über 900 anderen Soldaten in britische Gefangenschaft, nachdem die amerikanischen Streitkräfte an der kanadischen Seite des Niagara River abgeschnitten worden waren. Sie ergaben sich, um ein Massaker durch die von den Briten eingesetzten Indianer zu vermeiden.
| Personendaten    | Personendaten             |
| ---------------- | ------------------------- |
| NAME             | Wadsworth, William        |
| KURZBESCHREIBUNG | US-amerikanischer General |
| GEBURTSDATUM     | 18. Jahrhundert           |
| STERBEDATUM      | 19. Jahrhundert           |